# .bitnet
.bitnet était, à la fin des années 1980, un pseudo domaine de premier niveau du système de nom de domaine (Domain Name System) d'Internet. Il s'agissait d'un suffixe qui était ajouté à un message de courrier électronique provenant du réseau informatique étendu BITNET pour permettre son acheminement sur Internet.
À cette époque, Internet n’était qu'un réseau informatique étendu parmi d’autres. Les ordinateurs non connectés à Internet, mais connectés à un autre réseau comme BITNET, OZ, CSNET ou UUCP, pouvaient généralement échanger du courrier électronique avec Internet via des passerelles de courrier électronique. Pour être relayés à travers les passerelles, les messages associés à ces réseaux étaient étiquetés avec des suffixes comme .bitnet, .oz, .csnet et .uucp, mais les domaines correspondant à ces étiquettes n'existaient pas dans le système de nom de domaine d’Internet. 